# Anatolij Ktorow
Anatolij Pietrowicz Ktorow (ros. Анато́лий Петро́вич Кто́ров; ur. 1898, zm. 1980) – radziecki aktor filmowy. Ludowy Artysta ZSRR (1963). Laureat Nagrody Stalinowskiej. Pochowany na Cmentarzu Wwiedieńskim w Moskwie.

## Wybrana filmografia
- 1925: Gorączka szachowa jako ukarany obywatel
- 1925: Krojczy z Torżka jako lekkoduch Anatolij, znajomy nieznajomej
- 1926: Proces o trzy miliony
- 1930: Odpust na świętego Jorgena
- 1933: Marionetki
- 1936: Panna bez posagu[2]

## Nagrody i odznaczenia
- Nagroda Stalinowska (1952)
- Ludowy Artysta ZSRR (1963)
- Ludowy Artysta RFSRR (1948)
- Order Lenina (27 października 1967)
- Order Czerwonego Sztandaru Pracy (dwukrotnie, 25 kwietnia 1973 i 2 kwietnia 1978)
- Medal „Za ofiarną pracę w Wielkiej Wojnie Ojczyźnianej 1941–1945” (1946)
- Medal 800-lecia Moskwy[3]